# Stephen Row Bradley
Stephen Row Bradley (ur. 20 lutego 1754 w Wallingford w Connecticut, zm. 9 grudnia 1830 w Walpole w New Hampshire) – amerykański prawnik i polityk.
W latach 1791–1795 i ponownie w latach 1801–1813 zasiadał w Senacie Stanów Zjednoczonych jako przedstawiciel stanu Vermont. Podczas siódmej i dziesiątej kadencji Kongresu Stanów Zjednoczonych pełnił funkcję przewodniczącego pro tempore Senatu Stanów Zjednoczonych.
Jego syn, William Czar Bradley, reprezentował stan Vermont w Izbie Reprezentantów Stanów Zjednoczonych.